# بادکنک یخ‌شکن
بوت یا بادکنک یخ شکن در واقع نوارهای لاسیکی با قابلیت متورم شدن هستند که به لبه حمله (Leading edge) بال و سطح دم متصل شده و بر آن‌ها منطبق می‌شوند. بادکنک یخ‌شکن در سال ۱۹۲۳ در شهر آکرون ایالت اوهایو امریکا توسط شرکت گودریچ اختراع شد.
این نوارهای لاستیکی باید به اندازه‌ای کوچک باشند که پس از باد شدن در شکل آیرودینامیکی بال تغییر زیادی ایجاد نکنند. در هنگام استفاده، فشار هوا با بادکردن بوت‌ها باعث کنده شدن یخ از سطح آن‌ها می‌شود. سپس با مکش هوا بوت‌ها به حالت اولیه خود بر میگردند.
اگر بوت‌ها بلافاصله بعد از  مواجه شدن با یخ باز شوند به جای شکستن یخ می‌توانند باعث گسترش لایه یخ شوند و بنابراین پس از تخلیه شدن بوت‌ها از هوا پلی از یخ بر روی سطح باقی می ماند. البته بعد از هر سیکل ممکن است مقدار کمی یخ همچنان روی بوت باقی بماند، ولی این مسئله در بوت‌های مدرن اتفاق نمی‌افتد. از این روش بیشتر در هواپیماهای ملخی استفاده می‌شود.